# 糸屋庄兵衛
糸屋 庄兵衛（いとや しょうべえ、生没年不詳）とは江戸時代の江戸の地本問屋。

## 来歴
糸庄と略す。弘化から慶応1年（1865年）にかけて江戸の新右衛門町金七店、後に通3丁目熊次郎地借において地本問屋を営業している。歌川貞秀、2代目歌川広重の錦絵を出版している。なお、慶応1年6月には廃業している。

## 作品
- 歌川貞秀 「神奈川横浜二十八景之内」 大判 錦絵揃物 万延1年（1860年）
- 2代目歌川広重 「亜墨利加 横浜本村本牧道」 大判 錦絵 文久1年（1861年）